# 薩克森-哥達-阿爾滕堡的安娜·蘇菲公主
安娜·索菲（德語：Anna Sophie von Sachsen-Gotha-Altenburg，1670年12月22日—1728年12月28日），施瓦茨堡-魯多爾施塔特親王妃，薩克森-哥達-阿爾滕堡公爵腓特烈一世的女兒。

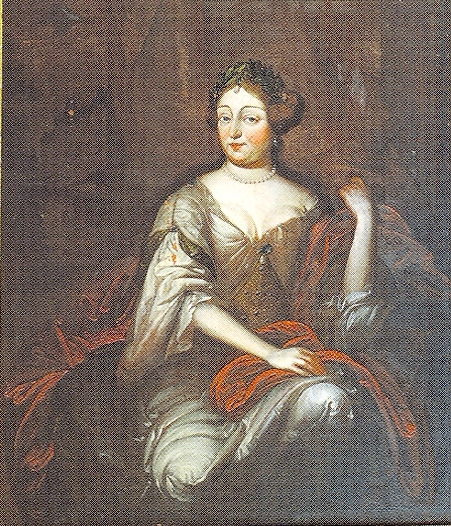

## 家庭
1691年，安娜·索菲與施瓦茨堡-魯多爾施塔特的路德維希·腓特烈一世結婚，兩人共有2子1女：
1. 腓特烈·安東（1692年—1744年）
2. 安娜·索菲（1700年—1780年）
3. 路德維希·金特（1708年—1790年）